# Kukuřičná mouka

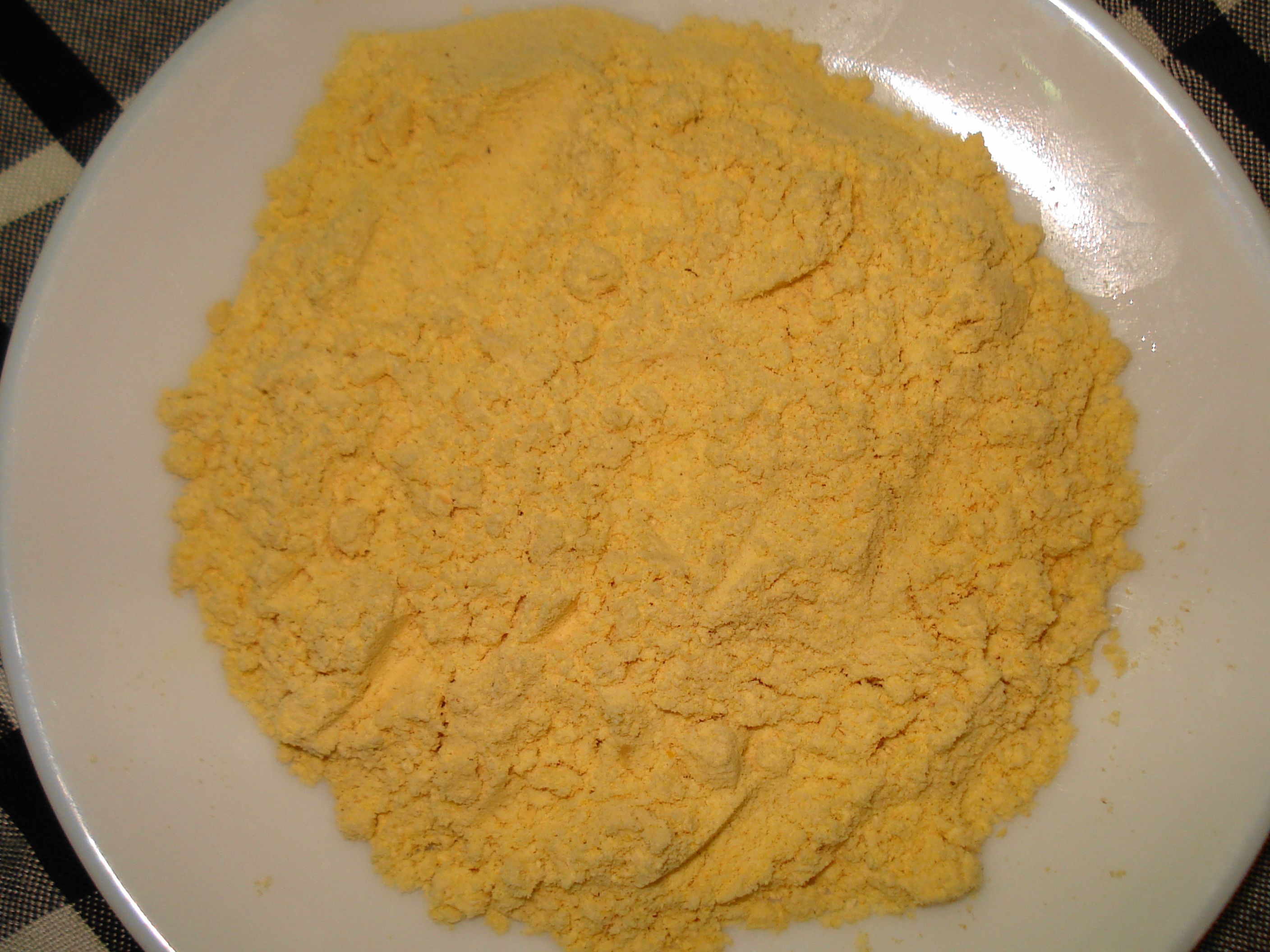
Kukuřičná mouka

Kukuřičná mouka je druh mouky, která se získává mletím kukuřičných zrn. Může se používat jako alternativa pšeničné mouky. Lze ji použít jako zahušťovadlo nebo k výrobě koláčů, chleba, knedlíků i palačinek. Jako tradiční plodina domorodých obyvatel Ameriky se nejčastěji konzumuje v této části světa, a to zejména v Latinské Americe, kde je v kolumbijské, ekvádorské, mexické, panamské, paraguayské, peruánské a venezuelské kuchyni považována za základní surovinu.

## Dějiny
Kukuřičnou mouku vyráběli původní obyvatelé Ameriky už v předkolumbovském období. V tehdejší Mezoamerice byl vynalezen výrobní proces zvaný nixtamalizace, při němž se kukuřice namáčí ve vodě s hydroxidem vápenatým, čímž vzniká produkt zvaný nixtamal. Ten se pak po umletí a usušení stává kukuřičnou moukou.
Existuje mnoho důkazů o tom, že tento proces vznikl v oblasti Mexické plošiny. Na základě proběhlého antropologického výzkumu se předpokládá, že se při výrobě původně používal popel, zatímco Mayové používali mleté schránky měkkýšů. Domorodí obyvatelé patřící k etnické skupině Muisků, z oblasti dnešní Kolumbie, vyráběli kukuřičnou mouku k výrobě chleba přímým mletím kukuřičných zrn. Vytvořené těsto se zabalilo do listu, vařilo se ve vodě a poté se upeklo. I původní obyvatelé Venezuely připravovali tradiční pokrmy, jako jsou arepy, z kukuřice smíchané s hydroxidem vápenatým a poté uvařené. Směs se poté drtila v kamenném hmoždíři nebo na kamenné desce zvané metate.
Po počátcích industrializace a vzniku Patentového úřadu Spojených států amerických si různí vynálezci žádali o patenty na různé vynálezy, které industrializovaly proces nixtamalizace. Předpokládá se, že nejstarší návrh na podobný patent podal americký vynálezce S. P. McCroskey, kterému byl patent udělen v roce 1861. Tento patent výslovně uváděl, že patentovaný postup je určen k výrobě mouky. O osm let později získali Charles Jones a William Standing patent na vylepšení tohoto procesu a v roce 1877 tento proces dále vylepšil Albert L. Murdock.
Vyvíjením či vylepšováním stávajících postupů se zabývali i mexičtí vynálezci. Mezi nimi byli i bratři Armin a Adriano Erosa, kteří tehdy žili v mexickém městě Mérida. V roce 1909 předložili svůj postup výroby kukuřičné mouky americkému patentovému úřadu a o dva roky později jim byl patent potvrzen. Následně byl tento patent zmíněn nejméně ve čtyřech případech, a to u patentů udělených v roce 1955, 1958, 1960 a 2003.
V roce 1954 udělilo Venezuelské ředitelství pro průmyslové a komerční vlastnictví patent č. 5176 s názvem Kukuřičná mouka nebo Dehydratované kukuřičné těsto inženýrovi Luisi Caballero Mejíasovi na základě jím provedených experimentů. Tento proces používal k výrobě vlastní značky kukuřičné mouky s názvem La Arepera, která se však na venezuelském trhu neudržela dlouho. Před svou smrtí prodal Caballero Mejías svůj patent majitelům Cervecería Polar a společnosti na rafinaci kukuřice Remavenca, což vedlo ke zlepšení procesu výroby kukuřičné mouky, který dal vzniknout produktu zvanému Harina P.A.N. Tento proces se liší od výrobních procesů používaných mexickými či americkými společnostmi, protože se kukuřice před mletím vaří.

## Charakteristika
Kukuřičná mouka je nažloutlá a přirozeně bezlepková. Obsahuje hodně škrobu, vlákniny, draslíku, hořčíku a také vitamín E, vitamíny B a vitamín A. Tato mouka je snadno stravitelná. Proto se používá i ve výrobcích určených pro děti a lidi v rekonvalescenci.

## Druhy kukuřičné mouky
Existuje několik druhů kukuřičné mouky:
- předvařená kukuřičná mouka vyvinutá Luisem Caballero Mejíasem v roce 1954, kdy se kukuřice před mletím vaří. V Kolumbii a ve Venezuele je běžně známá jako Harina P.A.N. Existují i varianty původního produktu s rýžovou či pšeničnou moukou a pšeničnými či ovesnými otrubami.
- nevařená kukuřičná mouka, která se podobá té předchozí, ale kukuřice se před mletím nevaří. Používá se k výrobě polenty.
- loupaná kukuřičná mouka, která se vyrábí nixtamalizací.
- mletá kukuřičná mouka, která se získává mletím syrové kukuřice a jejím následným uvařením.
- pražená kukuřičná mouka se vyrábí z pražené kukuřice, která se následně mele. V Peru se nazývá máchica, ve Venezuele fororo a na Kanárských ostrovech gofio de millo.
- frangollo, hrubá mouka neboli rolona se používá na Kanárských ostrovech k přípravě stejnojmenného dezertu.